# Médias à Maurice
Les médias à Maurice sont bien représentés avec l'ensemble du panel à savoir la presse écrite, la télévision, la radio et également internet. La majorité des massmédias est largement publique mais le privé est représenté notamment via la presse, radio et internet. Reporters sans frontière pointe le fait que l'indépendance des médias n'est pas totale vis-à-vis du pouvoir en place. L'information est polarisée, c'est-à-dire qu'il y a les partisans et les opposants. Les groupes de médias privés sont gérés par pléthores d'actionnaires qui influent également.
Dans les années 1830, la liberté de la presse est accordée à Maurice par l'empire britannique. Dans sa thèse de doctorat en Sciences de l'information et de la communication, Mayila Paroomal rappelle l'histoire avec le contrôle les populations à travers les médias par les britannique. Elle évoque la propagande britannique dans ses colonies dont faisait partie l'Île Maurice et explique le formatage de l'esprit britannique sur les mauriciens, toutes origines confondues.

## Presse écrite
Les deux plus importants groupes de presse sont le groupe Le Mauricien et le groupe La Sentinelle.
La Sentinelle diffusent une trentaine de titres dont L'Express, 5-Plus dimanche, Essentielle, Business Magazine, Weekly et LaCase.
D'autres groupes plus modeste sont également présents comme Défis média group (presse et radio), Mediatiz ou encore Evolution Pre Press Ltd.

## Télévision
Le groupe MBC (Mauritius Broadcasting Corporation) est fondée en 1964. Ce groupe de médias diffusent des chaînes locales, accessibles via la TNT. Les films mais aussi les séries et les émissions locales ou internationales sont diffusés dans les langues couramment utilisées sur l'île: en créole mauricien, en anglais, en hindi et en français.
Et de nombreux films indiens, américains et européens sont diffusés en versions originales.
Certaines émissions internationale notamment de TV5 ainsi que des chaînes françaises sont également retransmises.

## Radio
L'audiovisuel est largement dominé par l'entreprise publique de radio et de télévision Mauritius Broadcasting Corporation abrégé en MBC, bien qu'il existe plusieurs stations de radio privées,,.
La musique locale est bien représentée dans les radios, avec les faits divers, la politique et ensuite les informations.

## Internet
De nombreux médias sont présents sur internet à travers des blogs ou les réseaux sociaux. Le gouvernement veut installer plus de contrôle,,.